# St. Oswald (Salmannskirchen)
Die römisch-katholische Filialkirche St. Oswald in Salmannskirchen, einem Gemeindeteil der oberbayerischen Gemeinde Bockhorn im Landkreis Erding, ist ein überwiegender Neubau des Frührokoko von 1751/52.

## Geschichte

Innenansicht mit Blick zum Chor

Von einem ersten Kirchenbau aus Holz oder Stein aus ottonischer Zeit kann man ausgehen, da Salmannskirchen um das Jahr 1000 erstmals erwähnt wird, als der Freisinger Bischof Gottschalk von Hagenau mit dem Priester Uuillihalm Massenhausener Grundstücke gegen Boden in Loco Salamanneschiriha tauschte. Freisinger Quellen des 14. und 15. Jahrhunderts berichten von einem gotischen Kirchenneubau.
Um 1668 wurde an den gotischen Chor des Vorgängerbaus der heutigen Kirche durch Hans Kogler ein neues Langhaus angebaut. Wohl schon 83 Jahre später war dieser Bau bereits wieder baufällig geworden, so dass Johann Baptist Lethner unter Verwendung wesentlicher Mauerteile die Kirche in den Jahren 1751–1752 neu errichten musste. Die Ausstattungsarbeiten zogen sich bis in das Jahr 1766 mit der Fassung des Hochaltares durch Franz Xaver Zellner als Abschluss hin.
In der zweiten Hälfte des 19. Jahrhunderts bekamen das Langhausgewölbe neue Deckenfresken und die Seitenaltäre neue Fassungen durch Adalbert Kromer (1840–1919). Renovierungen in und an der Kirche fanden 1955 und 2009 statt.

## Architektur und Ausstattung
Der Rokokobau, der ohne Turm 21,50 Meter lang ist, besteht aus einem dreijochigen Langhaus mit abgerundeten Ecken und einem zweijochigen Chor mit Dreiachtelschluss. Auf dem Langhaus vorangestellten Westturm sitzt eine Doppelzwiebel mit Zwischenlaterne. Die dem Chor südlich angebaute Sakristei ist zweigeschossig.
Langhaus und Chor werden im Innern von einer Flachtonne mit Stichkappen überwölbt. Das Obergeschoss der Sakristei ist Chorseitig als Oratorium ausgebildet. Das gesamte westliche Joch des Langhauses nimmt die Empore ein, auf der anstatt einer Orgel ein Harmonium steht.
Am Langhausgewölbe befinden sich die drei von Adalbert Kromer gemalten Fresken, das Hauptfresko zeigt die die hl. Maria um Fürbitte anrufenden Heiligen Wolfgang, Magdalena, Katharina, Sebastian, Oswald, Leonhard und Christophorus. Die Deckenfresken im Chor schuf 1752 Franz Joseph Aiglstorffer; das Hauptfresko verbindet die Apotheose des hl. Königs Oswald durch Christus mit einer Szene aus seiner legendarischen Vita, der Überbringung des Verlobungsrings durch einen Raben. Die lateinische Inschrift Tri[u]mphum cape parta victoria bedeutet „Nach erlangtem Sieg empfange den Triumph“.

Langhaus-Hauptfresko „Fürbitte einholende Heilige“, gemalt von Adalbert Kromer 1889

### Ausstattung
Die einheitliche Altarausstattung von 1754 wurde von dem häufig gemeinsam auftretenden Künstler-Dreigestirn Matthias Fackler (Altarschreiner aus Dorfen), Christian Jorhan der Ältere (bedeutender Rokokobildhauer aus Landshut) und Franz Xaver Zellner (Fassmaler aus Erding) geschaffen. Die Altargemälde aus dem Jahr 1760 stammen vom Erdinger Nikolaus Miller.

Blick in den Chor

Der prunkvolle Hochaltar, der von vier gestaffelt angeordneten, korinthisierenden Säulen getragen wird, zeigt im Altarblatt den Kirchenpatron Oswald von Northumbria. Es wird flankiert von Skulpturen der Heiligen Johannes der Täufer und Johannes Evangelist. Das Gemälde im geschweiften Altarauszug zeigt die heilige Maria Magdalena.
Die beiden dem Hochaltar im Aufbau identischen Seitenaltäre sind mit nur einem Säulenpaar versehen. Am linken Seitenaltar zeigt das von den Skulpturen der Heiligen Korbinian und Christophorus flankierte Altarblatt den hl. Isidor. Am rechten Seitenaltar zeigt das von den Skulpturen der Heiligen Sebastian und Leonhard flankierte Altarblatt die hl. Notburga.
Die an der Südwand angebrachte Kanzel, die einen mit blumenbestückten Vasen und den Gesetzestafeln reich verzierten Schalldeckel hat, stammt ebenfalls von Matthias Fackler.
Das Laiengestühl im Langhaus stammt noch aus der Erbauungszeit. An der Nordwand unmittelbar neben der Empore steht auf einer Wandkonsole eine barocke Strahlenkranzmadonna. Das Kruzifix der Kirche befindet sich ungewöhnlicherweise auf der Empore. Die Kreuzwegstationsbilder sind im Nazarenerstil gehalten.

## Umgebung
Die Kirche wird vom Dorffriedhof mit einem kunstvollen Grab der Familie Liebl umgeben. Der Friedhof wird im Norden und Westen vom alten Gutshof Salmanskirchen 22 eingeengt. Südlich und östlich verläuft neben der vorbeiführenden Straße die Strogen.

Hochaltar
Linker Seitenaltar
Rechter Seitenaltar
Kanzel
Strahlenkranzmadonna